# 肖恩·马斯万加尼
法图特谢佐·“肖恩”·马斯万加尼（2001年2月1日—），南非男子田径运动员，2021年夏季世界大学生运动会男子100米银牌得主和男子4×100米接力铜牌得主、2024年夏季奥林匹克运动会男子4×100米接力银牌得主。